# 優柔不断
優柔不断（ゆうじゅうふだん）は、中国の古典からの熟語。

## 概要
ぐずぐずして、物事の決断が遅いということを意味する。気が弱いために、物事を決断する力が乏しい人のこともいう。

### 由来
この言葉は、中国の古典である『漢書』が由来である。これによると、紀元前1世紀の漢王朝の皇帝に君臨していた元帝は、儒教の教えに基づいて庶民に寛容な政治を行っていたものの、その一方で臣下たちをうまく制御することができていなかった。そしてこのことが後に王朝が滅亡する原因ともなった。このような元帝のことを『漢書』では優游不断と評していたのであった。優游不断の優游とは優柔と同じ意味である。優柔不断という形で用いられ始めたのは『宋史』という歴史書からである。これによると13世紀に趙汝談が元帝のことを優柔不断であると評していたとのことであった。